# Northwest-Airlines-Flug 324
Northwest-Airlines-Flug 324 (Flugnummer: NW324, Funkrufzeichen NORTHWEST 324) war ein internationaler Charterflug der Northwest Airlines vom Flughafen Seoul über den Flughafen Tokio-Haneda und die Elmendorf Air Force Base zur Tacoma-McChord Air Force Base am 19. Januar 1952. An diesem Tag verunfallte die Douglas C-54E-5-DO (DC-4) N45342 beim Flughafen Sandspit, British Columbia. Nach einer Bruchlandung, die alle Insassen überlebten, starben 36 der 43 Insassen an Bord aufgrund der eisigen Temperaturen an einer Unterkühlung.

## Flugzeug
Bei der Maschine handelte es sich um eine 1945 gebaute Douglas C-54G-1-DO (DC-4) mit der Werknummer 27279 und der Modellseriennummer DO225. Die Maschine wurde zunächst als Militärflugzeug des Typs Douglas C-54E-5-DO Skymaster gefertigt und mit dem militärischen Luftfahrzeugkennzeichen 44-9053 an die United States Army Air Forces (USAAF) ausgeliefert. Nach ihrem Dienstende beim Militär wurde die Maschine in eine zivile DC-4 umgebaut und 1946 an Trans World Airlines verkauft, bei welcher sie mit dem Luftfahrzeugkennzeichen N45342 in Betrieb ging. Die  Fluggesellschaft betrieb diese von 1946 bis zum Jahr 1951 unter dem Taufnamen 601 Shamrock. und verleaste sie später an Northwest Airlines. Das viermotorige Langstreckenflugzeug war mit vier Sternmotoren des Typs Pratt & Whitney R-2000-2SD-13G Twin Wasp ausgestattet. Bis zum Zeitpunkt des Unfalls hatte Maschine eine Gesamtbetriebsleistung von 18.859 Betriebsstunden absolviert.

## Passagiere, Besatzung und Beladung
Den Flug hatten 40 Passagiere angetreten. Es befand sich eine dreiköpfige Besatzung an Bord, bestehend aus einem Flugkapitän, einem Ersten Offizier und einer Flugbegleiterin:
- Der 38-jährige Flugkapitän John J. Pfaffinger gehörte seit dem 4. August 1942 Northwest Airlines an. Er verfügte über 8.557 Stunden Flugerfahrung, von denen er 1.762 Stunden im Cockpit von Maschinen des Typs DC-4 und 1.197 Stunden im Instrumentenflug absolviert hatte.
- Der 32-jährige Erste Offizier Kenneth H. Kuhn war am 13. September 1945 durch Northwest Airlines eingestellt worden. Er konnte 4.197 Stunden Flugerfahrung vorweisen, davon hatte er 1.693 Stunden mit der Douglas DC-4 abgeleistet.
- Die Flugbegleiterin Jane Cheadle gehörte seit dem 1. April 1950 zur Belegschaft von Northwest Airlines.

Das Flugzeug hatte 2.600 Gallonen Treibstoff und 100 Gallonen Öl an Bord. Das Bruttogewicht beim Start betrug 68.275 Pfund (zulässig 71.800), und die Ladung war in Bezug auf den Schwerpunkt richtig verteilt.

## Unfallhergang
Die Maschine startete um 21:11 Uhr von der Elmendorf Air Force Base zu einem Instrumentenflug zur McChord Air Force Base. Die Maschine stieg auf 10.000 Fuß und als sie um 22:13 Uhr gerade Middleton Island überflog, erbaten die Piloten die Freigabe zum Sinkflug auf 8.000 Fuß. Die Freigabe wurde erteilt und die Maschine erreichte um 22:22 Uhr ihre neue Flughöhe. Der Flug verlief dann zunächst ohne besondere Vorkommnisse, bis der Kapitän bei Sitka, Alaska meldete, dass der Propeller von Triebwerk Nr. 1 (links außen) aufgrund eines mutmaßlich defekten Ölkühlers in die Segelstellung gebracht wurde. Der Kapitän entschied, für eine Notlandung zum Flughafen Sandspit auf Moresby Island umzukehren. Die Maschine setzte den Flug dorthin mit den drei verbliebenen Triebwerken fort, ohne dass es zu weiteren Vorkommnissen kam. Bei der Landung setzte die Maschine nach einem Drittel der Landebahnlänge hinter der Landebahnschwelle auf. Nachdem die Maschine kurzzeitig über die Landebahn rollte, gaben die Piloten etwa in der Höhe des Mittelpunktes der Landebahn Schub und die Maschine überflog hinter dem Landebahnende knapp einen niedrigen Zaun sowie einen zwei Fuß hoch aufgetürmten Stapel Treibholz. Die Maschine, die sich während des versuchten Steigfluges nahe an der Strömungsabrissgeschwindigkeit befand, setzte auf dem Wasser auf, bäumte sich auf, und kam etwa 26 Grad nach links und etwa 4.500 Fuß hinter dem Landebahnende zum Stehen. Alle oder nahezu alle Passagiere verließen die Maschine, ohne schwere Verletzungen erlitten zu haben. Aufgrund der frostigen Luft- und Wassertemperaturen ertranken oder erfroren dennoch 36 Personen. Es gab nur sieben Überlebende.

## Unfalluntersuchung
Das Civil Aeronautics Board übernahm nach dem Unfall die Ermittlungen zur Unfallursache. Der Abschlussbericht wurde am 10. September 1952 fertiggestellt und fünf Tage später veröffentlicht.
Die Ermittler gaben als Unfallursache den aus zu großer Höhe ausgeführten Anflug ebenso an  wie den Versuch eines Durchstartens bei einer zu geringen Geschwindigkeit, was dazu geführt habe, dass die Maschine hinter dem Landebahnende ins Wasser gestürzt sei. Die Ermittler stellten ferner fest, dass es an Triebwerk Nr. 1 zu einem Ölverlust gekommen war, welcher das Herunterfahren des Triebwerks und das Verstellen des zugehörigen Propellers in die Segelstellung erforderte. Entsprechend der Betriebsvorschriften der Fluggesellschaft habe der Flugkapitän den Flughafen Sandspit, British Columbia als nächstgelegenen Flughafen für eine Notlandung angesteuert, anstatt den Flug mit den verbliebenen drei betriebsfähigen Triebwerken fortzusetzen. Die Maschine habe nach dem Durchstartmanöver und kurz vor dem Aufprall auf dem Wasser einem Augenzeugen zufolge einen flachen linkswärtigen Rollwinkel eingenommen. Es wurde ferner festgestellt, dass vor dem Aufprall keinerlei Maßnahmen vorgenommen wurden, um die Passagiere auf eine bevorstehende Bruchlandung oder Notwasserung vorzubereiten. Die Notfallbeleuchtung in der Kabine sei nicht aktiviert worden und es seien keine Maßnahmen unternommen worden, um die im Heck der Kabine befindlichen Rettungswesten zu entnehmen. Die Such- und Rettungsmannschaften seien darüber hinaus erst nach dem Unfall verständigt worden, da der Betrieb der Maschine mit drei Triebwerken als potenzieller, jedoch nicht als tatsächlicher Notfall galt.